# Cmentarz Mount Moriah
Cmentarz Mount Moriah znajduje się na szczycie wysokiego wzgórza w mieście Deadwood w stanie Dakota Południowa założonym w latach siedemdziesiątych XIX wieku jako nielegalna osada poszukiwaczy złota na terytoriach indiańskich.

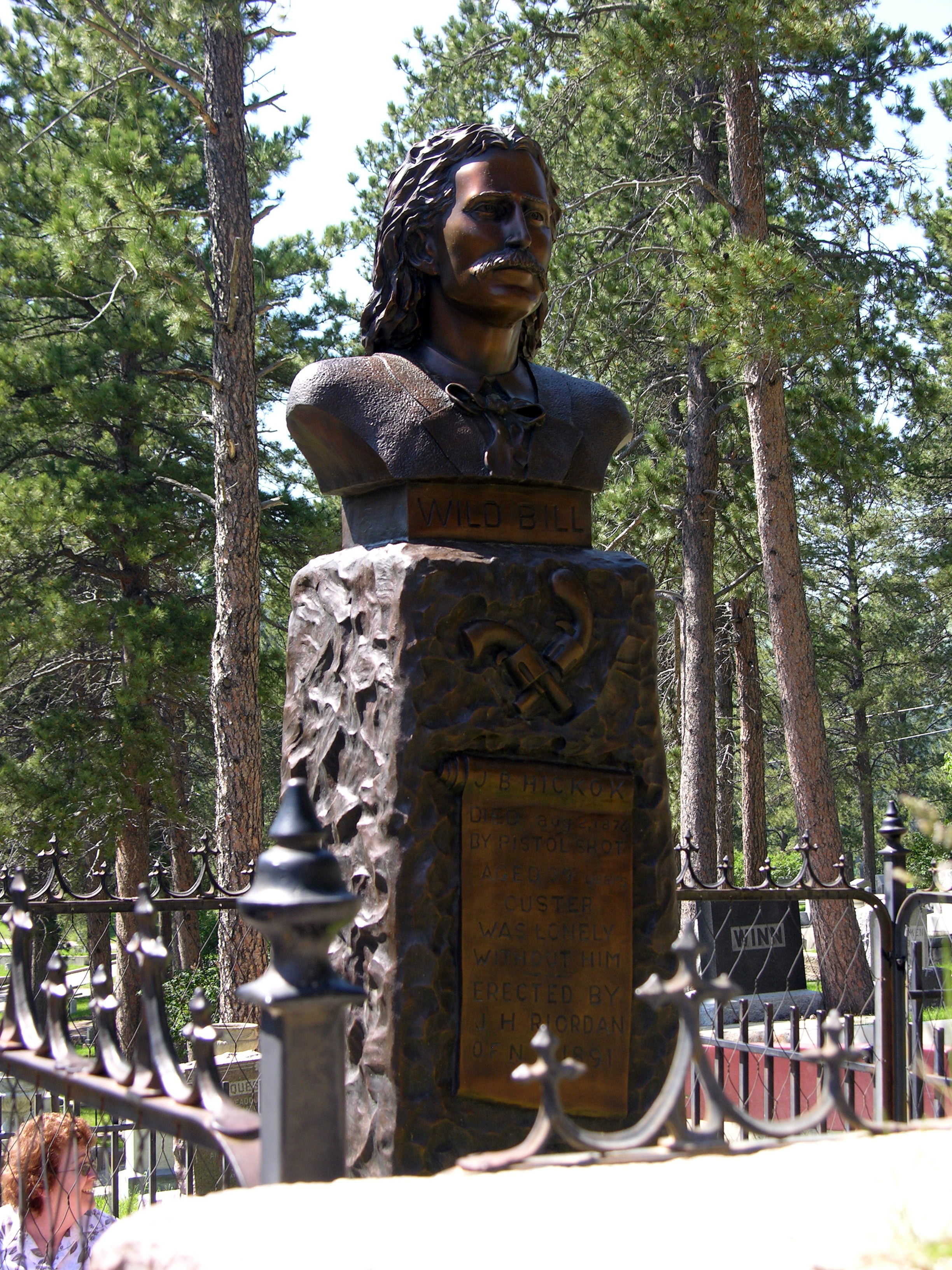
Pomnik Dzikiego Billa Hickoka jest ozdobą cmentarza w Deadwood

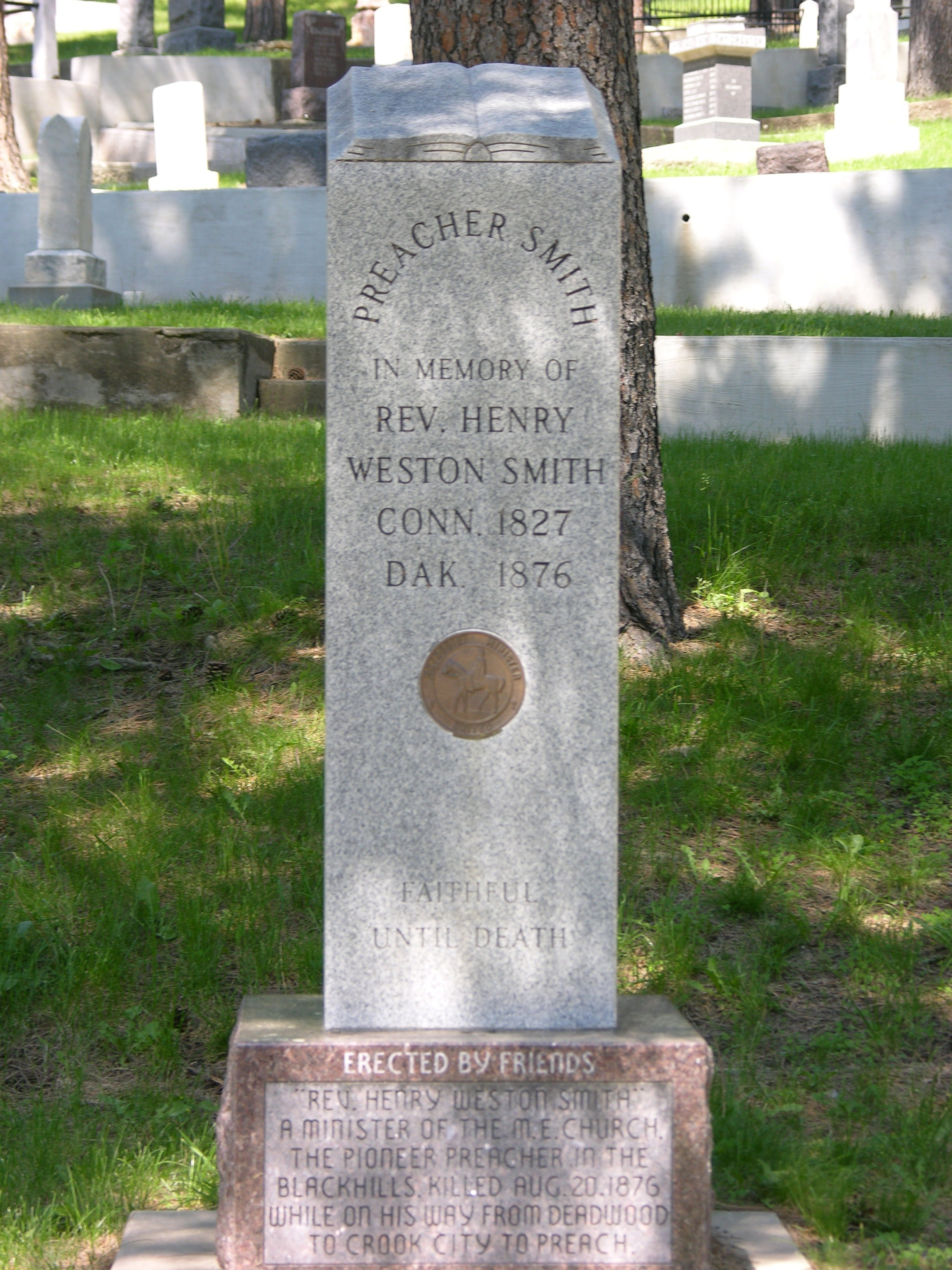
Grób "Kaznodziei Smitha" na Mt. Moriah

## Opis ogólny
Pierwszych zmarłych w Deadwood chowano na cmentarzu Ingleside u stóp i nieco na prawo od wzgórza, ale już w roku 1877 zaczęto pochówki na wzgórzu, które wówczas nosiło nazwę Boot Hill. Większość zmarłych z cmentarza Ingleside ekshumowano i również przeniesiono na wzgórze. Do końca roku 1878 wszyscy zmarli (prócz nielicznych spoczywających na cmentarzu katolickim w innej części miasta) znaleźli się na Mt. Moriah, gdzie istnieje ponad 3400 grobów.
Mt. Moriah dzieli się na kilka sekcji. Największą w swoim czasie była sekcja chińska, jako że przy wydobyciu złota pracowało wielu imigrantów z Chin, ale w okresie późniejszym z przyczyn religijnych ciała zostały ekshumowane i ponownie pochowane w kraju ojczystym. Obecnie w sekcji tej znajduje się zaledwie kilka grobów. Sekcja żydowska, z nagrobkami opisanymi po hebrajsku, znajduje się w górnej części cmentarza. Wielu prominentnych mieszkańców Deadwood było masonami i stąd położona w centrum cmentarza sekcja masońska jest jedną z najpiękniejszych. Również alejki cmentarne w większości nawiązują do terminologii masońskiej. Na terenie cmentarza znajdują się trzy niewielkie sekcje, gdzie chowano wyrzutków społeczeństwa, w tym także prostytutki. Osobną sekcję stanowi cmentarz wojenny, gdzie spoczywają weterani wojny secesyjnej, przy czym władze federalne zadbały o jednakowe nagrobki.

## Pochowani
Najbardziej znaną osobą pochowaną na Mt. Moriah jest Dziki Bill Hickok, zamordowany w Deadwood 2 sierpnia 1876 roku. Dziki Bill przybył do Deadwood, jak wszyscy, w poszukiwaniu złota. Został zabity strzałem w tył głowy podczas gry w pokera przez lokalnego watażkę Jacka McCalla. Charlie Utter i inni przyjaciele pochowali Dzikiego Billa na cmentarzu Ingleside, ale już w dwa lata później przenieśli go na Mt. Moriah.
Tuż obok Hickoka została pochowana Martha Canary (1850-1903), bardziej znana jako Calamity Jane. W ciągu swych 53 lat żyła z pewnością bardzo intensywnie. Była poganiaczem bydła, występowała w słynnym Wild West Show Buffalo Billa, była nawet prostytutką, ale w tym fachu (ze względu na nieciekawą urodę) nie miała wzięcia. Opowiadała często - aż wreszcie przerodziło się to w obsesję - że była ukochaną Dzikiego Billa. Przed śmiercią, która była spowodowana m.in. alkoholizmem, wyraziła życzenie, by być pochowaną obok Billa, co zostało spełnione.
Kilka kroków dalej spoczywa John Perrett, czyli inaczej Potato Creek Johnny, postać niezwykle barwna, utożsamiana z Black Hills i okresem gorączki złota. Zgodnie z legendą miał on znaleźć w potoku w okolicy Tinton największy samorodek odkryty w Black Hills. Jego współcześni twierdzili jednak, że ową bryłę złota Potato Creek przetopił z kilkunastu mniejszych bryłek. W latach późniejszych widziano go zawsze na czele licznych parad i pochodów na głównej ulicy miasta. Szczególnie lubiły go dzieci. Zmarł 21 lutego 1943 roku.
W pobliskiej kwaterze spoczywa Dora DuFran, właścicielka domu publicznego. Poszukiwacze złota, którym nie powiodło się w górach czy przy pokerowym stoliku, zawsze mogli pocieszyć się u Dory, która, jak wiele ówczesnych prostytutek, miała złote serce. Jej biznes wykraczał daleko poza Deadwood. Miała swoje domy uciech w pobliskim Lead, a także w Rapid City i Belle Fourche. Przez jakiś czas zatrudniała u siebie Calamity Jane. Na cmentarzu spoczywa ze swą papugą imieniem Fred obok męża Josepha DuFrana.
Po drugiej stronie alejki Jerusalem pochowany został Henry Weston Smith znany w mieście jako Kaznodzieja Smith. Był pierwszym pastorem metodystów, który w tygodniu pracował jako służący, a w niedziele nauczał. W Deadwood nie przebywał zbyt długo. W niedzielę 20 sierpnia 1876 roku, gdy udawał się z Deadwood do obozu poszukiwaczy złota Crook City, został zamordowany, przypuszczalnie przez Indian. Wstrząśnięte niedawnym zabójstwem Dzikiego Billa miasto wpadło we wściekłość. Wyznaczono cenę za głowy zabójców i zaczęto ścigać Indian.
W dolnej części cmentarza leżą niedaleko od siebie Freeman Knowles, kongresmen, adwokat, weteran wojny secesyjnej i wojujący socjalista, oraz Richard G. Anderson inżynier górnik i mierniczy. Knowles w Deadwood wydawał socjalistyczne pismo The Lantern, w którym publikował artykuły broniące praw pracowniczych, za co wielokrotnie odsiadywał kary więzienia. W kwietniu roku 1910 przeszedł operację serca. Socjalizm w Deadwood wkrótce poszedł w zapomnienie. Anderson (1852-1898) był świetnym inżynierem, ale zapadł na chorobę umysłową i w popełnił samobójstwo w szpitalu.
W odległej części na północy Mt. Moriah spoczywa niejaki Prentis Bernard, znany w mieście jako Octowy Bill, który podkochiwał się w prostytutce z domu publicznego Mansion. 8 grudnia 1907 roku zastał ją w niedwuznacznej sytuacji z innym mężczyzną. Niewiele myśląc, Octowy Bill wyciągnął rewolwer i zranił rywala, który w odpowiedzi oddał celniejszy strzał i zabił Billa na miejscu. Po dziesięciu dniach, gdy w kostnicy nikt nie zgłosił się po jego ciało, pochowano go nago, w trumnie o kilkanaście centymetrów za krótkiej w kwaterze dla złoczyńców.
Najbardziej wyróżniający się grób ma Seth Bullock, pierwszy szeryf w Deadwood i przyjaciel Theodore'a Roosevelta. Bullock był uczestnikiem wojny z Hiszpanią, właścicielem kopalń i długoletnim promotorem Deadwood. Na szczycie Mount Roosevelt wzniósł pomnik prezydenta, a w testamencie zażyczył sobie, by jego grób znalazł się na szczycie wzgórza cmentarnego, tj. na tej samej wysokości, co pomnik prezydenta. Grób Bullocka znajduje się około 250 metrów wyżej niż główna część cmentarza, położona na wysokości 1601 metrów n.p.m.